# Credito privato commerciale
Die Credito privato commerciale SA (Société Anonyme) war eine auf die Vermögensverwaltung spezialisierte Schweizer Privatbank mit Sitz in Lugano.
Das Unternehmen wurde 1973 als Finanzgesellschaft gegründet und war anfänglich hauptsächlich auf Finanzierungen spezialisiert. Ab 1991 wurden die Aktivitäten vermehrt in Richtung Vermögensverwaltung verlagert. Nachdem die Eidgenössische Bankenkommission der Credito privato commerciale SA im Jahr 2000 zunächst die Bewilligung als Effektenhändler und vier Jahre später als Bank erteilt hatte, wurde die Gesellschaft 2004 in eine Bank umgewandelt.
Das auf Private Banking ausgerichtete Bankinstitut beschäftigte rund 35 Mitarbeiter und wies per Mitte 2009 eine Bilanzsumme von 222,2 Millionen Franken sowie per Ende 2008 Kundenvermögen in der Höhe von knapp 1,3 Milliarden Franken aus.
Auf einer ausserordentlichen Hauptversammlung am 8. Juni 2012 wurde die freiwillige Auflösung und die Liquidation des Unternehmens beschlossen.

## Eigentumsverhältnisse
Die Credito privato commerciale SA befand sich seit 2001 über indirekte Beteiligungen im Mehrheitsbesitz der aus Desio in Italien stammenden Familien Gavazzi und Lado bzw. deren Nachkommen. Gehalten wurde das Bankinstitut zu hundert Prozent von der in Luxemburg ansässigen «Brianfid Lux SA». Diese wiederum war eine hundertprozentige Tochtergesellschaft der börsennotierten «Banco di Desio e della Brianza S.p.A.» in Desio, die sich ihrerseits zu 51,57 Prozent im Besitz der Familiengesellschaft «Brianza Unione di Luigi Gavazzi & Co SpA» befand.
Der «Banco di Desio e della Brianza» wurde 1909 als Genossenschaft unter Mitwirkung der Familie Gavazzi gegründet. Mit der Umwandlung des Bankhauses 1926 in eine Aktiengesellschaft wurde die Familie Gavazzi zunächst bedeutende Minderheits- und später Mehrheitsaktionärin. Im Zuge einer Expansionsstrategie übernahm der «Banco di Desio e della Brianza» 2001 die Credito privato commerciale SA und band diese in ihre Konzernstruktur ein.